# Чинадиево
Чинади́ево (укр. Чинадійово) — посёлок в Мукачевском районе Закарпатской области Украины. Административный центр Чинадиевской поселковой общины.

## Географическое положение
Расположен на берегу реки Латорицы.
В 3,5 км от села Чинадиево находится водопад Скакало.

## История
Название впервые встречается в начале XIII века, до XX века носил венгерское название «Св. Николай» (венг. Szentmiklós). В конце XIX века в посёлке был создан деревообрабатывающий завод, позже — спичечная фабрика.
В посёлке находится здание замкового типа, перестроенное бароном Перени после разрушения войсками князя Любомирского в 1657 году. В 1729 году император Карл VI Габсбург пожаловал Чинадиево и ещё три города, а также 200 деревень, майнцскому архиепископу из рода Шёнборнов. Этот графский род сохранял владение усадьбой до XX века, наведываясь в Чинадиево на охоту. Охотничий дворец Шёнборнов был построен во французском ретроспективном стиле в 1890 году.
Осенью 1944 года в районе Чинадиева развернулось партизанское движение. 26 октября 1944 года Чинадиево было освобождено Советской армией.
11 мая 1959 года Чинадиево получило статус посёлка городского типа.
В 1978 году здесь действовали лесокомбинат, деревообрабатывающий цех районного промкомбината и экспериментальная колодочно-каблучная фабрика.
В 1988 году здесь был построен санаторий «Жемчужина Карпат» на 500 мест.
В январе 1989 года численность населения составляла 7289 человек.
В мае 1995 года Кабинет министров Украины утвердил решение о приватизации находившегося здесь управления механизации дорожного строительства № 3.
По состоянию на 1 января 2013 года численность населения составляла 6908 человек.

## Дворец графов Шёнборнов
В данный момент в нём располагается санаторий «Карпаты», где лечат сердечно-сосудистые заболевания. Карпаты с первозданной природой и богатым животным миром были подходящим местом для развлечений знати. Охота всегда была популярной. И для неё австрийские хозяева Закарпатского края Шёнборны облюбовали чинадиевские окрестности. Сначала для них был построен деревянный охотничий домик, а в 1890 году на его месте возник дворец.
Замок построен в стиле романтизма с элементами готики — такое архитектурное направление было модно на рубеже XIX—XX веков.
|  |  |  |

## Экономика
В Чинадиево находится деревообрабатывающий комбинат, экспериментальная колодочно-каблучная фабрика. В советский период чинадиевская мебель экспортировалась в социалистические страны.
Недалеко от Чинадиева, в селе Карпаты, расположен санаторий «Карпаты».

## Транспорт
- железнодорожная станция на линии Батево — Стрый[2].
- автострада.